# Мамонтов, Леонид Васильевич
Леонид Васильевич Мамонтов — советский хозяйственный, государственный и политический деятель.

## Биография
Родился в 1939 году в Смоленской области. Член КПСС.
Окончил Смоленский энергетический техникум.
До 1971 — мастер Рузаевской конторы «Водосвет» Мордовской АССР, военнослужащий Советской Армии, инженер-технолог, заместитель главного конструктора Смоленского завода радиодеталей.
В 1971—1985 — секретарь парткома Смоленского завода радиодеталей, заведующий отделом Смоленского горкома КПСС, заведующий отделом Смоленского обкома КПСС.
В 1985—1987 — первый секретарь Смоленского горкома КПСС.
В 1987—1990 — председатель Смоленского областного Совета профсоюзов.
Делегат XXV и XXVII съездов КПСС.
Умер в 2020 году в Смоленске.

## Награды
- Орден Знак Почёта